# Fokker Dr.I
Fokker Dr.I (förkortning av tyska: Dreidecker I, "Tredäckare 1") var ett triplan under första världskriget, designat av Reinhold Platz och byggt av Fokker-Flugzeugwerke. Planet är mest känt för att Manfred von Richthofen, även kallad Röde baronen, ibland flög en rödmålad Fokker Dr.1.

## Egenskaper och historik
Den största fördelen med planet var att man lätt kunde manövrera det, till skillnad från den brittisk-franska rivalen, Sopwith Camel. Vingarna på Fokker Dr.1 var korta och smala, och fastän den hade tre vingar och Sopwith Camel bara två, hade Fokkern mindre vingarea. Motorn var inte lika stark som rivalens, men eftersom flygplanskroppen var mycket slank så flög den nästan lika fort som den. Om Fokker hade gjort en starkare motor skulle de ha förlorat manöverdugligheten.

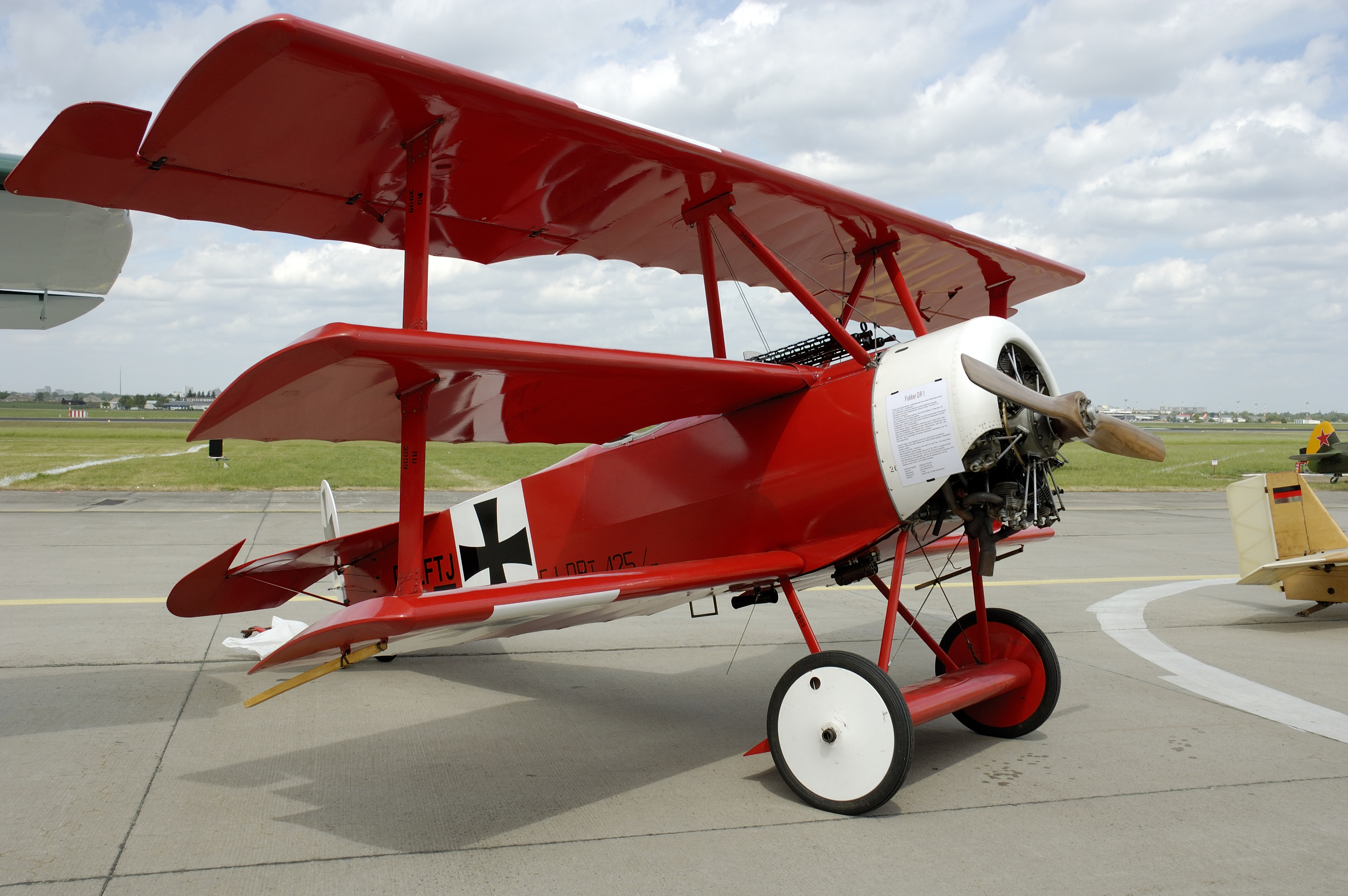
En kopia av Manfred von Richthofens röda Fokker Dr.I triplan, serienr.- 425/17.

Fokker Dr.1 hade en extra vinge mellan landningshjulen som gav den mer lyftkraft. Det gjorde att flyghöjden blev större och man kunde göra överraskande anfall uppifrån. Kulsprutan kunde avlossa 400/600 skott per minut.
Avtryckarna satt på styrspaken och siktet bestod endast av två enkla kryss. Tyskarna tillverkade endast 320 flygplan, och idag finns inga originalplan kvar. Ett halvår efter krigsslutet ersattes de med Fokker DVIII.

## Aerodynamiska framsteg
Vid Göttingens universitet hade Ludwig Prandtl visat på fördelarna med tjocka vingprofiler vid höga Reynoldstal, hög maximal lyftkraftskoefficient och lågt luftmotstånd. Vid tidigare utveckling av vingprofiler hade man försökt imitera de tunna vingprofilerna hos fåglar samt att man hade utfört vindtunneltester på vingprofilerna vid extremt låga Reynoldstal, som markant skiljde sig från det som förekom på fullskaliga flygplan.
Vid låga Reynoldstal har tjocka vingprofiler ett markant högre luftmotstånd än tunna vingprofiler, medan skillnaden vid höga Reynoldstal är små i luftmotstånd; därigenom hade man på felaktiga grunder föredragit extremt tunna vingprofiler. Genom att Fokker använde denna nya tjocka vingprofil, Göttinge 298, som hade en tjocklek på 13 procent av cordan fick man två stora fördelar:
1. Den tjocka vingen gav plats för en intern vingbalk vilket eliminerade behovet av att låta vingarna bilda ett fackverk genom att förbinda dem med mängder av tvärstag och vajrar. Dessa tvärstag och vajrar var en stor källa till luftmotstånd hos det tidiga 1900-talets flygplan. Som en jämförelse hade Fokker Dr.I en formluftmotståndskoefficient på 0,032 medan den Franska SPAD S.XIII hade 0,037 vilket är ca 15 procent mer.[1]

1. Den höga maximala lyftkraftskoefficienten gav planet en god stigförmåga och mycket bra svängprestanda; båda egenskaperna var viktiga i den klassiska dogfighten.